# Zypern-Cup 2011
Der Zypern-Cup 2011 war die 4. Ausspielung des seit 2008 alljährlich ausgetragenen Frauenfußballturniers für Nationalmannschaften und fand vom 2. bis 9. März 2011 wie zuvor an verschiedenen Spielorten in der Republik Zypern statt. Das Turnier wurde vom englischen, niederländischen und schottischen Verband organisiert. Titelverteidiger Kanada gewann erneut den Wettbewerb, das Finale gegen die Niederlande wurde mit 2:1 nach Verlängerung gewonnen.
Spielorte waren das GSP-Stadion in Nikosia, das GSZ-Stadion und Ammochostos-Stadion in Larnaka, Tasos Markou in Paralimni sowie das Koinotiko Sotiras in Sotira.

## Modus
An dem Turnier nahmen zwölf Nationalmannschaften teil. Die acht am höchsten eingeschätzten Mannschaften bildeten die Gruppen A und B, die vier schwächeren Mannschaften die Gruppe C. Zuerst spielten die Teams in ihrer Gruppe jeder gegen jeden um die Platzierung. Dabei ist zunächst die beste Punktzahl, dann der direkte Vergleich und erst danach die Tordifferenz für die Platzierung entscheidend. Danach wurde wie folgt verfahren:
- Spiel um Platz 11: Die viertplatzierte Mannschaft der Gruppe C gegen die schlechtere viertplatzierte Mannschaft der Gruppen A oder B.
- Spiel um Platz 9: Die drittplatzierte Mannschaft der Gruppe C gegen die bessere viertplatzierte Mannschaft der Gruppen A oder B.
- Spiel um Platz 7: Die zweitplatzierte Mannschaft der Gruppe C gegen die schlechtere drittplatzierte Mannschaft der Gruppen A und B.
- Spiel um Platz 5: Sieger der Gruppe C gegen die bessere drittplatzierte Mannschaft der Gruppen A und B.
- Spiel um Platz 3: Die zweitplatzierten Mannschaften der Gruppen A und B.
- Endspiel: Die Sieger der Gruppen A und B spielen um den Turniersieg.

Stand es nach der regulären Spielzeit der Platzierungsspiele unentschieden, folgte keine Verlängerung, sondern direkt im Anschluss ein Elfmeterschießen.
Da die FIFA die Spiele als "Freundschaftsspiele" einstufte, durfte jede Mannschaft pro Spiel sechs Auswechslungen vornehmen.

## Das Turnier

### Gruppenphase

#### Gruppe A
| Pl. | Land       | Sp. | S | U | N | Tore    | Diff. | Punkte |
| --- | ---------- | --- | - | - | - | ------- | ----- | ------ |
| 1.  | Kanada     | 3   | 3 | 0 | 0 | 004:000 | +4    | 09     |
| 2.  | Schottland | 3   | 1 | 1 | 1 | 002:100 | +1    | 04     |
| 3.  | England    | 3   | 1 | 0 | 2 | 002:400 | −2    | 03     |
| 4.  | Italien    | 3   | 0 | 1 | 2 | 000:300 | −3    | 01     |

|                    |   |            |           |
| 2. März in Larnaka |   |            |           |
| Kanada             | – | Schottland | 1:0 (0:0) |
| 2. März in Larnaka |   |            |           |
| England            | – | Italien    | 2:0 (2:0) |
| 4. März in Nikosia |   |            |           |
| England            | – | Schottland | 0:2 (0:1) |
| 4. März in Nikosia |   |            |           |
| Italien            | – | Kanada     | 0:1 (0:1) |
| 7. März in Larnaka |   |            |           |
| Schottland         | – | Italien    | 0:0       |
| 7. März in Nikosia |   |            |           |
| Kanada             | – | England    | 2:0 (1:0) |

#### Gruppe B
| Pl. | Land        | Sp. | S | U | N | Tore    | Diff. | Punkte |
| --- | ----------- | --- | - | - | - | ------- | ----- | ------ |
| 1.  | Niederlande | 3   | 3 | 0 | 0 | 012:200 | +10   | 09     |
| 2.  | Frankreich  | 3   | 2 | 0 | 1 | 008:400 | +4    | 06     |
| 3.  | Neuseeland  | 3   | 1 | 0 | 2 | 005:100 | −5    | 03     |
| 4.  | Schweiz     | 3   | 0 | 0 | 3 | 001:100 | −9    | 0      |

|                    |   |             |           |
| 2. März in Nikosia |   |             |           |
| Frankreich         | – | Schweiz     | 2:0 (1:0) |
| 2. März in Nikosia |   |             |           |
| Neuseeland         | – | Niederlande | 1:4 (0:3) |
| 4. März in Larnaka |   |             |           |
| Frankreich         | – | Niederlande | 1:2 (1:1) |
| 4. März in Larnaka |   |             |           |
| Schweiz            | – | Neuseeland  | 1:2 (0:2) |
| 7. März in Larnaka |   |             |           |
| Niederlande        | – | Schweiz     | 6:0 (3:0) |
| 7. März in Nikosia |   |             |           |
| Neuseeland         | – | Frankreich  | 2:5 (2:3) |

#### Gruppe C
| Pl. | Land       | Sp. | S | U | N | Tore    | Diff. | Punkte |
| --- | ---------- | --- | - | - | - | ------- | ----- | ------ |
| 1.  | Südkorea   | 3   | 2 | 1 | 0 | 006:300 | +3    | 07     |
| 2.  | Mexiko     | 3   | 1 | 2 | 0 | 004:200 | +2    | 05     |
| 3.  | Russland   | 3   | 1 | 1 | 1 | 003:300 | ±0    | 04     |
| 4.  | Nordirland | 3   | 0 | 0 | 3 | 003:800 | −5    | 0      |

|                      |   |            |           |
| 2. März in Sotira    |   |            |           |
| Südkorea             | – | Nordirland | 3:1 (2:0) |
| 2. März in Paralimni |   |            |           |
| Russland             | – | Mexiko     | 0:0       |
| 4. März in Sotira    |   |            |           |
| Russland             | – | Nordirland | 2:1 (1:1) |
| 4. März in Paralimni |   |            |           |
| Südkorea             | – | Mexiko     | 1:1 (1:1) |
| 7. März in Sotira    |   |            |           |
| Mexiko               | – | Nordirland | 3:1 (2:0) |
| 7. März in Paralimni |   |            |           |
| Russland             | – | Südkorea   | 1:2 (0:1) |

### Platzierungsspiele
Spiel um Platz 11
|                    |   |            |           |
| 9. März in Larnaka |   |            |           |
| Schweiz            | – | Nordirland | 2:1 (1:0) |

Spiel um Platz 9
|                    |   |          |           |
| 9. März in Nikosia |   |          |           |
| Italien            | – | Russland | 2:0 (0:0) |

Spiel um Platz 7
|                      |   |        |           |
| 9. März in Paralimni |   |        |           |
| Neuseeland           | – | Mexiko | 0:5 (0:0) |

Spiel um Platz 5
|                    |   |           |           |
| 9. März in Larnaka |   |           |           |
| England            | – | Sürdkorea | 2:0 (1:0) |

Spiel um Platz 3
|                    |   |            |           |
| 9. März in Nikosia |   |            |           |
| Schottland         | – | Frankreich | 0:3 (0:1) |

### Finale
| Kanada                                           | Kanada | Niederlande | Niederlande |
| ------------------------------------------------ | --- | --- | ----------- |
| Kanada                                           | \| 9. März 2011 in Paralimni (Tassos Marcou) \| \| Ergebnis: 2:1 n. V. (1:1, 1:1) \| \| Zuschauer: 300 \| \| Schiedsrichterin: Sandra Braz Bastos ( Portugal) \| \| Spielbericht \| | \| 9. März 2011 in Paralimni (Tassos Marcou) \| \| Ergebnis: 2:1 n. V. (1:1, 1:1) \| \| Zuschauer: 300 \| \| Schiedsrichterin: Sandra Braz Bastos ( Portugal) \| \| Spielbericht \| | Niederlande |
| Kanada                                           | Erin McLeod (89. Stephanie Labbé) – Rhian Wilkinson, Emily Zurrer, Marie-Ève Nault, Candace Chapman – Diana Matheson, Sophie Schmidt (111. Robyn Gayle), Kaylyn Kyle (82. Desiree Scott) – Melissa Tancredi (103. Carmelina Moscato), Christine Sinclair (119. Chelsea Stewart), Jonelle Filigno (107. Christina Julien) Cheftrainerin: Carolina Morace ( Italien) | Loes Geurts – Dyanne Bito, Daphne Koster, Anouk Hoogendijk (84. Marije Brummel), Sylvia Smit – Sherida Spitse, Manon Melis, Kirsten van de Ven (112. Marlous Pieëte), Renée Slegers (91. Chantal de Ridder) – Mandy van den Berg (112. Jill Wilmot), Claudia van den Heiligenberg Cheftrainer: Roger Reijners | Niederlande |
| Kanada                                           | 1:0 Jonelle Filigno (20.) 2:1 Emily Zurrer (99.) | 1:1 Claudia van den Heiligenberg (40.) | Niederlande |
| 9. März 2011 in Paralimni (Tassos Marcou)        | | |             |
| Ergebnis: 2:1 n. V. (1:1, 1:1)                   | | |             |
| Zuschauer: 300                                   | | |             |
| Schiedsrichterin: Sandra Braz Bastos ( Portugal) | | |             |
| Spielbericht                                     | | |             |